# Joey Belladonna
Joey Belladonna é um músico americano, mais conhecido como o vocalista da banda de heavy metal Anthrax.

## Vida e juventude
Belladonna é parte nativo americano pelo lado de sua mãe (da tribo dos Iroquois), parte ítalo-americano pelo pai.
Em sua juventude, acompanhou bandas como The Beatles, Led Zeppelin, Kansas e Rush, bandas que Belladonna afirma que criaram "coisas muito complexas, mas ainda assimiláveis e notórias, com grandes vocais."

## Anthrax
O músico cantou no Anthrax de 1985 a 1992 e é considerado parte da formação clássica da banda (que além dele,
participa Spitz, Ian, Bello e Benante), que se reuniria novamente entre 2005 a 2007. Sua voz apareceu em 10 álbuns e vendeu aproximadamente 8 milhões de discos no mundo inteiro.
Durante todo esse tempo ele dividiu o palco com bandas como  Iron Maiden, Metallica, Megadeth, Kiss, Ozzy Osbourne, Black Sabbath, Slayer, Sepultura, Alice in Chains, Dio, Public Enemy, Living Colour, Primus, Mötley Crüe, Bon Jovi, Whitesnake, Testament, Overkill, Exodus, Helloween e muitos outros. Também participou do filme de horror cult Pledge Night e cantou o hino nacional americano no Madison Square Garden, diante de um grande público.
Enquanto Joey estava na banda, a banda foi nomeada três vezes ao Grammy e venceu várias vezes as premiações anuais de melhores do ano nas revistas de heavy metal do mundo inteiro.
Nos anos 1990, o músico lançou seus álbuns solo e continuou compondo material até agora. Recentemente, começou a trabalhar em um novo álbum. Joey irá colaborar com novos músicos no seu novo álbum e em futuros projetos.
Foi mandado embora da banda para ser substituído por John Bush, mas voltou e ficou de 2005 a 2007, mas por motivos não esclarecidos, saiu da banda novamente.
Em maio de 2010 o vocalista voltou a fazer parte do Anthrax e participou da turnê conhecida como "Big Four", com os outros três maiores nomes do Thrash Metal: Metallica, Megadeth, Slayer.

## Discografia

### Belladonna
- Belladonna (1995)
- Spells of Fear (1999)
- Artifacts 1 (2003) apenas via internet
- Artifacts 2 (2005) apenas via internet

### Anthrax
- Armed and Dangerous (1985)
- Spreading The Disease (1985)
- Among The Living (1987)
- I'm The Man (1987)
- State of Euphoria (1988)
- Penikufesin (1989)
- Persistence of Time (1990)
- The Island Years (1994)
- Alive 2 (2005)
- Worship Music (2011)
- For All Kings (2016)